# Berlin Rom Tokio (Zeitschrift)

Titelblatt, Jg. 1, Nr. 5 (1939)

Die deutsche Zeitschrift Berlin Rom Tokio: Monatsschrift für die Vertiefung der kulturellen Beziehungen der Völker des weltpolitischen Dreiecks war ein Periodikum in der Zeit des Nationalsozialismus, das in Berlin erschien und dort von Jahrgang 1 (1939) Heft 1 bis zur Einstellung mit Jahrgang 6 (1944) Heft 5 im Verlag Ernst Steiniger gedruckt wurde. 
Die stark propagandistisch ausgerichtete Monatsschrift wurde nach dem Beitritt Italiens (1937) zum Antikominternpakt von 1936 vom Berliner Auswärtigen Amt durch den Leiter der Presseabteilung Paul Karl Schmidt herausgegeben, der nach dem Krieg als Bestsellerautor Paul Carell bekannt wurde. Als aufwendig gestaltete, zweisprachige Zeitschrift (deutsch/italienisch) in Vierfarbdruck sollte sie die enge Zusammenarbeit dieser drei Staaten publizistisch begleiten und dokumentieren.
Einen offiziösen Charakter gaben der Zeitschrift die in jeder Ausgabe enthaltenen politischen Leitartikel. Diese wurden, wenn nicht von prominenten Personen, von mit drei Sternchen gekennzeichneten Insidern geschrieben, hinter denen sich meistens der Pressechef des Auswärtigen Amtes Paul Karl Schmidt oder dessen enger Mitarbeiter Hans Georg von Studnitz verbarg, der die Hauptarbeit für die Zeitschrift machte. Zudem wurden kulturelle Themen mit Bezug auf die drei Hauptmächte behandelt, oft in einer Mischung von Kurzgeschichten und Fotoreportagen. Weitere Autoren aus der Presseabteilung waren Albrecht von Urach, Wilhelm Kleinlein, Heribert Schwörbel, Rudolf Fischer und Walter Petwaidic.